# アマンダ・ビッセル
アマンダ・ビッセル (Amanda Visell) はアメリカのイラストレーター、アーティスト。

## 概要
ワシントン州生まれ。ロサンゼルス在住の女性アーティスト。
アメリカ国内の多くのギャラリーで個展を開き、ディズニーの契約アーティスト。
親友のミッシェル・ヴァリグラと「ザ・ガールズ・プロダクション」を立ち上げ、「スイッチャルー」プロジェクトの始動など、アメリカのモダンアート界において注目されている。
ShagやTimと並び西海岸アートシーンで注目されている。
ジャンルはドゥードゥルアート。
ノートン・サイモン美術館で紹介されたこともあり、2007年にはアリゾナ・メサ現代美術館へも出展している。

## 関連
- ドゥードゥルアート(美術のジャンル)
- Doodle (美術のジャンル)日本版未翻訳
- Lowbrow (美術のジャンル)日本版未翻訳